# Vera (televizijska serija)
Vera je britanska kriminalističko-dramska televizijska serija temeljena na serijalu romana "Vera Stanhope" Anne Cleeves. Serija se premijerno prikazivala na kanalu ITV od 1. svibnja 2011. do 2. siječnja 2025. godine. Inspektoricu Veru Stanhope, glumi Brenda Blethyn. 
U Hrvatskoj serija se premijerno prikazuje od 10. siječnja 2014. godine petkom na Drugom programu HRT-a.

## Radnja
Vera Stanhope je glavna inspektorica izmišljene policije Northumberland & City (za razliku od stvarne policije Northumbria), marljiva u svom radu. Vera se trudi u svom neurednom stanju, ali ima proračunat um i, unatoč svojoj kratkotrajnoj osobnosti, duboko brine o svom poslu i svojim kolegama. Često pokazuje svoje superiorne sposobnosti uočavajući male pogreške u mentalnim procesima članova svog tima, a još više u onima osumnjičenih. Vera tijekom serije uspostavlja blisku vezu s narednicima Joeom Ashworthom i Aidenom Healyjem.

## Glumačka postava
- Brenda Blethyn kao DCI Vera Stanhope (Sezone 1-14)
- David Leon kao DS (later DI) Joe Ashworth (Sezone 1–4, 13–14)
- Jon Morrison kao DC Kenny Lockhart (Sezone 1–13)
- Riley Jones kao PC (later DC) Mark Edwards (Sezone 1–14)
- Wunmi Mosaku kao DC Holly Lawson (Sezone 1–2)
- Paul Ritter kao Dr. Billy Cartwright (Sezone 1–3)
- Cush Jumbo kao DC Bethany Whelan (Sezone 2, 5–6)
- Sonya Cassidy kao Celine Ashworth (Sezone 2–4)
- Clare Calbraith kao DC Rebecca Shepherd (Sezone 2–4)
- Kingsley Ben-Adir kao Dr. Marcus Sumner, a Pathologist. (Sezone 4–6, 8)
- Kenny Doughty kao DS Aiden Healy (Sezone 5–12, 14)
- Lisa Hammond kao IO Helen Milton (Sezone 5–7)
- Noof McEwan kao DC Hicham Cherradi (Sezone 6–7)
- Christopher Colquhoun kao Dr. Anthony Carmichael (Sezona 7)
- Steve Evets kao PC George Wooten (Sezone 7–9)
- Ibinabo Jack kao DC Jacqueline Williams (Sezone 8–12)
- Paul Kaye kao Dr. Malcolm Donahue (Sezone 9–12)
- Sarah Kameela Impey kao Dr. Paula Bennett (Sezone 12–14)
- Rhiannon Clements kao DC Stephanie Duncan (Sezone 13–14)

## Pregled serije
Serija se premijerno prikazivala na kanalu ITV od 1. svibnja 2011. do 2. siječnja 2025. godine. U Hrvatskoj se premijerno prikazuje od 10. siječnja 2014. godine petkom na Drugom programu HRT-a.
| Sezona | Sezona   | Epizoda  | Epizoda            | UK prikazivanje    | UK prikazivanje    | Hrvatsko emitiranje | Hrvatsko emitiranje |
| Sezona | Sezona   | Epizoda  | Epizoda            | Premijera          | Finale             | Premijera           | Finale              |
| ------ | -------- | -------- | ------------------ | ------------------ | ------------------ | ------------------- | ------------------- |
|        | 1.       | 4        | 4                  | 1. svibnja 2011.   | 22. svibnja 2011.  | 10. siječnja 2014.  | 7. veljače 2014.    |
|        | 2.       | 4        | 4                  | 22. travnja 2012.  | 3. lipnja 2012.    | 11. travnja 2014.   | 2. svibnja 2014.    |
|        | 3.       | 4        | 4                  | 25. kolovoza 2013. | 15. rujna 2013.    | 30. svibnja 2014.   | 18. srpnja 2014.    |
|        | 4.       | 4        | 4                  | 27. travnja 2014.  | 18. svibnja 2014.  | 29. travnja 2016.   | 20. svibnja 2016.   |
|        | 5.       | 4        | 4                  | 5. travnja 2015.   | 26. travnja 2015.  | 23. rujna 2016.     | 14. listopada 2016. |
|        | 6.       | 4        | 4                  | 31. siječnja 2016. | 21. veljače 2016.  | 21. travnja 2017.   | 12. svibnja 2017.   |
|        | 7.       | 4        | 4                  | 19. ožujka 2017.   | 9. travnja 2017.   | 15. prosinca 2017.  | 5. siječnja 2018.   |
|        | 8.       | 4        | 4                  | 7. siječnja 2018.  | 28. siječnja 2018. | 18. listopada 2019. | 15. studenoga 2019. |
|        | 9.       | 4        | 4                  | 13. siječnja 2019. | 3. veljače 2019.   | 13. ožujka 2020.    | 3. travnja 2020.    |
|        | 10.      | 4        | 4                  | 12. siječnja 2020. | 2. veljače 2020.   | 29. listopada 2021. | 19. studenoga 2021. |
|        | 11.      | 6        | 6                  | 29. kolovoza 2021. | 22. siječnja 2023. | 20. siječnja 2023.  | 24. veljače 2023.   |
|        | 12.      | 5        | 4                  | 29. siječnja 2023. | 19. veljače 2023.  | 8. prosinca 2023.   | 5. siječnja 2024.   |
| 1      | 12.      | 5        | 26. prosinca 2023. | 26. prosinca 2023. | 29. prosinca 2023. | 29. prosinca 2023.  |                     |
|        | 13.      | 3        | 3                  | 7. siječnja 2024.  | 21. siječnja 2024. | 17. siječnja 2025.  | 31. siječnja 2025.  |
|        | 14.      | 2        | 2                  | 1. siječnja 2025.  | 2. siječnja 2025.  | Još nije najavljeno | Još nije najavljeno |
|        | Specijal | Specijal | Specijal           | 3. siječnja 2025.  | 3. siječnja 2025.  | Još nije najavljeno | Još nije najavljeno |

## Vanjske poveznice
- Službena stranica – itv.com
- Službena stranica – silverprint-pictures.com
- Vera u internetskoj bazi filmova IMDb-a
- Vera (vodič kroz epizode) – epiguides.com